# دیپتیک مارتن ون نیوونهوو
دیپتیک مارتن ون نیوونهو یک نقاشی در سال ۱۴۸۷ میلادی از هانس مملینگ می باشد.که در قسمت چپ مادر و کودک و در قسمت راست مارتن ون نیوونهو را ارائه می کند. تا به امروز این نقاشی در بیمارستان سنت جان در بروژ محافظت می شود.  و این نقاشی فاقد امضا می باشد، ولی همواره از روز های میانی قرن نوزدهم به هانس مملینگ پیوند داده شده است. 

## تفسیر
این نقاشی یک نمونه نخستین از یک دولوحی عبادی نخستینی هلندی می باشد که همیشه قاب و لولاهای مهم را نگهداری نموده است. یک نوآوری نوین صحنه را به جای پس‌زمینه تک بوم در یک اتاق مستدام نمایان می کرد. 
پنجره قسمت چپ بالا از ریشه شیشه ای زلال بود که چشم اندازی را نمایان می کرد. تلفیق در مرحله بعد تحول پیدا کرد تا نشان ون نیوونهو در اینجا نمایان گردد وجود این در پانل های بیرونی اغلب از این متمایز بود.  ۴ تصویر از دست کاشت بذر محاصره شده است، تجنیس بر اسم وقف کننده که به مفهوم "از باغ نوین" می باشد. همین نشان بر روی قفل کتاب در روبروی ون نیوونهو نیز هم به چشم می خورد. 

## گالری

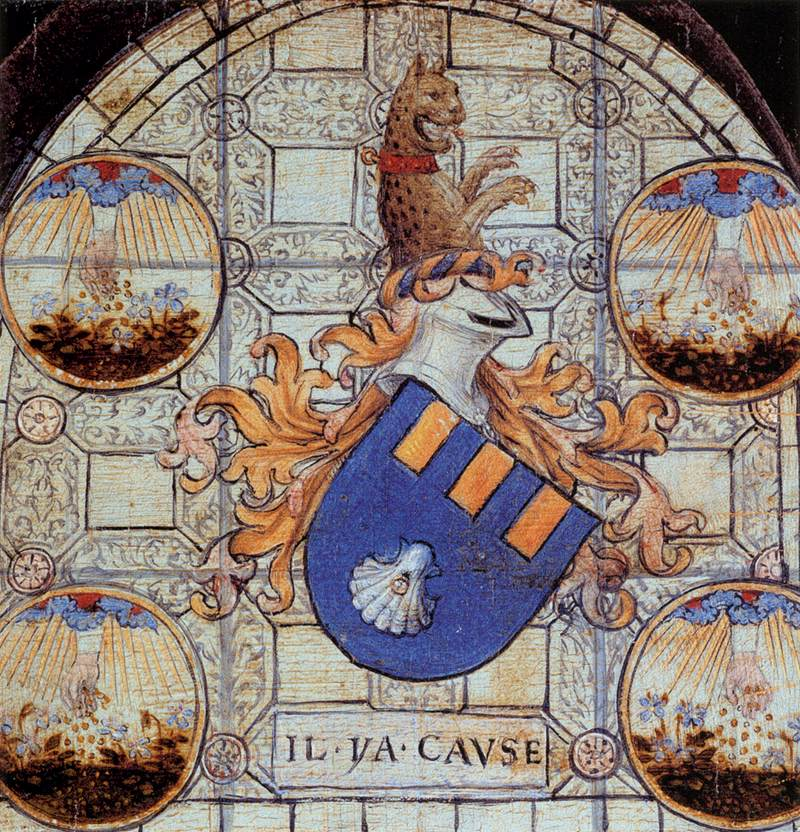
مدال ون نیوونهوو
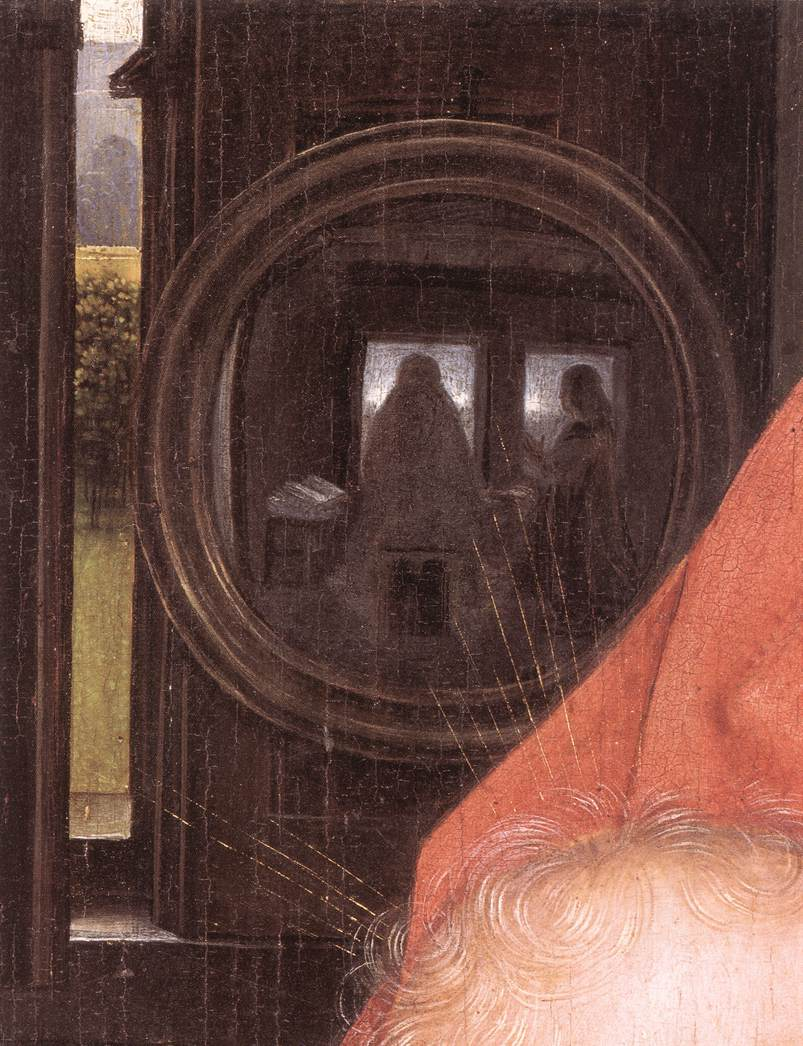
آینه پشت مادر کودک
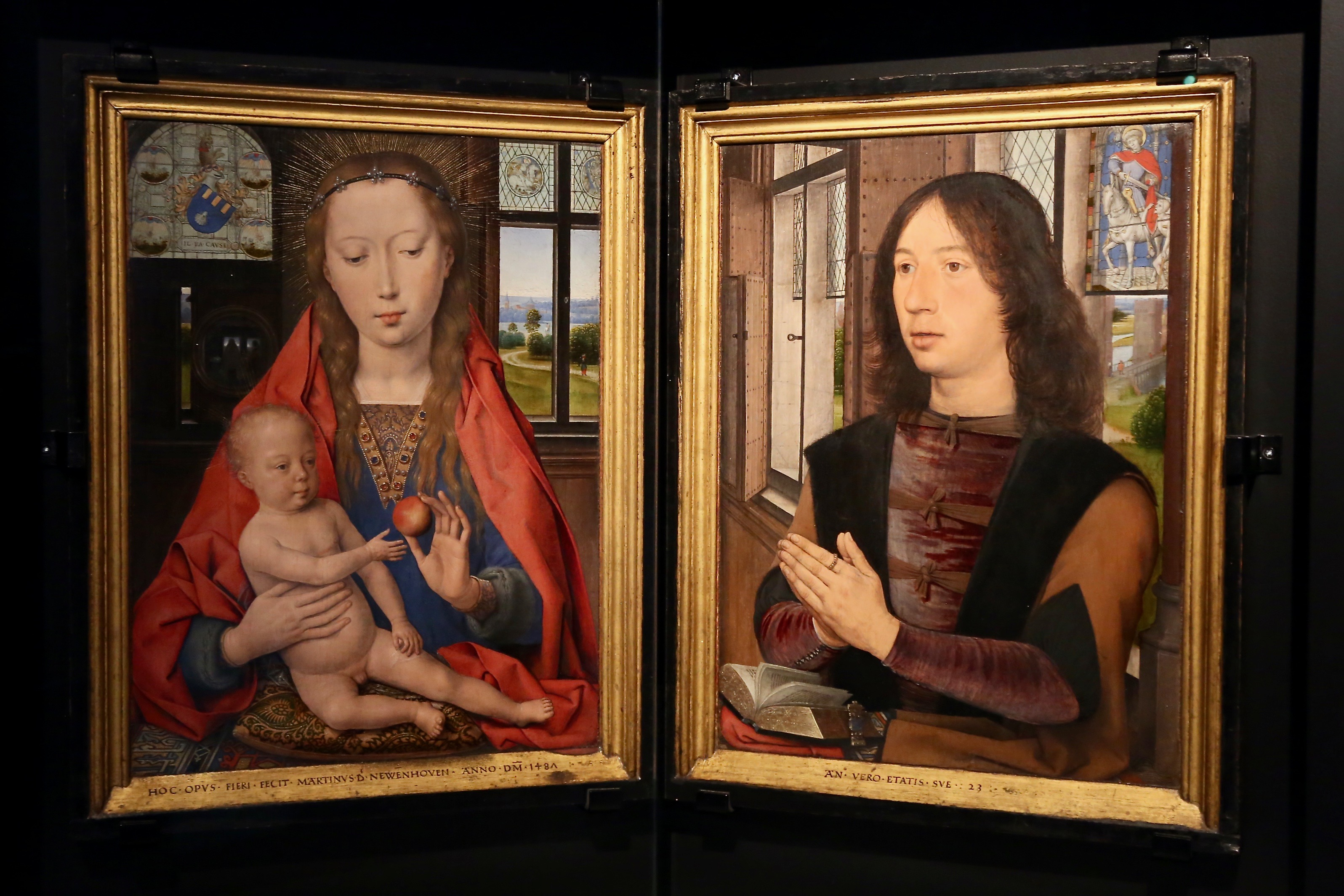
نمایش فرضی دیپتیک با دو پانل در زاویه